# Финал Мирового тура ATP 2009
Финал Мирового Тура ATP 2009 (англ. Barclays ATP World Tour Finals 2009) — турнир сильнейших теннисистов, завершающий сезон ATP. В 2009 году проходит 40-е по счёту соревнование для одиночных игроков и 34-е для парных. Традиционно турнир проводится поздней осенью — в этом году с 22 по 29 ноября на кортах O2 арена в столице Великобритании — Лондоне, которая принимает его первый год.
Прошлогодние победители:
- одиночки —  Новак Джокович
- пары —  Ненад Зимонич /  Даниэль Нестор

## Квалификация
Квалификация на этот турнир происходит по итогам рейтинга ATP.

### Одиночный турнир
Золотистым цветом выделены теннисисты, отобравшиеся в Лондон. 
 Серебристым — запасные на турнире в Лондоне. 
| Рейтинг 2009 года. | Рейтинг 2009 года.     | Рейтинг 2009 года. | Рейтинг 2009 года. |
| #                  | Теннисист              | Очки               | Турниры            |
| ------------------ | ---------------------- | ------------------ | ------------------ |
| 1                  | Роджер Федерер         | 10150              | 15                 |
| 2                  | Рафаэль Надаль         | 9205               | 17                 |
| 3                  | Новак Джокович         | 7910               | 22                 |
| 4                  | Энди Маррей            | 6630               | 18                 |
| 5                  | Хуан Мартин дель Потро | 5985               | 19                 |
| 6                  | Энди Роддик            | 4410               | 17                 |
| 7                  | Николай Давыденко      | 3630               | 22                 |
| 8                  | Фернандо Вердаско      | 3300               | 24                 |
| 9                  | Робин Сёдерлинг        | 3010               | 26                 |
| 10                 | Жо-Вильфрид Тсонга     | 2875               | 25                 |
| 11                 | Фернандо Гонсалес      | 2870               | 18                 |

Энди Роддик завершил сезон после турнира в Шанхае.
В число участников одиночного турнира помимо 8 игроков основной сетки включают также двоих запасных.

### Парный турнир
| Парная гонка 2009 года. | Парная гонка 2009 года.             | Парная гонка 2009 года. | Парная гонка 2009 года. |
| #                       | Команда                             | Очки                    | Турниры                 |
| ----------------------- | ----------------------------------- | ----------------------- | ----------------------- |
| 1                       | Даниэль Нестор Ненад Зимонич        | 10510                   | 24                      |
| 2                       | Боб Брайан Майк Брайан              | 9680                    | 24                      |
| 3                       | Махеш Бхупати Марк Ноулз            | 5950                    | 19                      |
| 4                       | Лукаш Длоуги Леандер Паес           | 5740                    | 15                      |
| 5                       | Франтишек Чермак Михал Мертиняк     | 3670                    | 32                      |
| 6                       | Лукаш Кубот Оливер Марах            | 3660                    | 22                      |
| 7                       | Максим Мирный Энди Рам              | 3550                    | 15                      |
| 8                       | Мариуш Фирстенберг Марцин Матковски | 3335                    | 26                      |

## Победители

### Одиночный турнир
Николай Давыденко обыграл  Хуана Мартина дель Потро со счётом 6-3,6-4.
- Давыденко выигрывает свой 5й турнир в году и 19й за карьеру.
- Давыденко впервые выигрывает итоговый турнир ATP.

### Парный турнир
Боб Брайан /  Майк Брайан обыграли  Максима Мирного /  Энди Рама со счётом 7-6(5), 6-3.
- Брайаны выигрывают 7й турнир в году и 56й за карьеру (56й для Боба, но 58й для Майка).
- Брайаны в 3й раз побеждают на итоговом турнире.

## Призовые
| Этап                      | Одиночный разряд | Парный разряд1 | Очки |
| ------------------------- | ---------------- | -------------- | ---- |
| Победитель                | +$770,000        | +$125,000      | +500 |
| Финалист                  | +$380,000        | +$30,000       | +400 |
| Групповой этап (3 победы) | $480,000         | $122,500       | 600  |
| Групповой этап (2 победы) | $360,000         | $100,000       | 400  |
| Групповой этап (1 победа) | $240,000         | $87,500        | 200  |
| Групповой этап (0 побед)  | $120,000         | $65,000        | 0    |
| Запасные                  | $70,000          | $25,000        | -    |

- 1 Призовые на команду.